# Émerson (football)
Émerson Carvalho da Silva est un footballeur brésilien né le 5 janvier 1975.